# Näset (naturreservat, Gävle kommun)
Näset är ett naturreservat i Gävle kommun i Gävleborgs län.
Området är naturskyddat sedan 2018 och är 45 hektar stort. Reservatet består av en höjdrygg bevuxen med barrblandskog med inslag av lövträd.